# Stettiner Hafenbahn IX
Die normalspurige Tenderlokomotive Stettiner Hafenbahn IX wurde 1941 von der Lokomotiv- und Waggonbaufabrik Krupp für die Hafenbahn in Stettin gebaut.
Die Lokomotive kam nach dem Zweiten Weltkrieg zur Deutschen Reichsbahn und erhielt dort die Betriebsnummer 92 3333. Sie war bis 1964 in Betrieb und wurde dann ausgemustert und verschrottet.
In der Literatur wurde die Lok auch als Krupp Dt – 60 t bezeichnet.

## Geschichte

### Hafenbahn Stettin
Die Lokomotive mit der Fabriknummer Krupp 1762 wurde 1938 gebaut und bei der Hafenbahn in Stettin als Nummer IX eingesetzt.

### DR 92 3333
1947 war die Lokomotive im Bereich der Deutschen Reichsbahn und wurde in 92 3333 umgezeichnet.
Eingesetzt wurde sie in der Reichsbahndirektion Greifswald. Als einzige Lokomotive ihrer Reihe hätte sie die Betriebsnummer 92 3301 erhalten müssen. Wie sie zur Reichsbahn kam, ist ungeklärt.
1950 und 1953 war sie in Neubrandenburg, ab 1957 Prenzlau beheimatet, wo sie 1964 ausgemustert wurde. 1966 erfolgte die Verschrottung.

## Konstruktion
Der Rahmen der Lokomotive war als Blechrahmen ausgebildet. Der dritte Radsatz der Radsatzgruppe war der Treibradsatz. Sie hatte eine Heusinger-Steuerung und besaß Regelkolbenschieber mit Druckausgleich nach Bauart Winterthur, der sich unter einer Verkleidung befand. Der Kreuzkopf war einschienig.
Der Kessel lag frei über dem Rahmen. Er besaß einen Speisedom, einen Dampfdom und dahinter den Sandkasten. Vor dem Führerhaus saßen die Hochhub-Sicherheitsventile. Gespeist wurde der Kessel von zwei Strahlpumpen der Bauart Strube.
Die Lokomotive besaß große seitliche Wasserkästen mit im Vorderteil abgesenkter Decke und Aussparungen im Bereich der Welle für die Steuerung. Hinter dem Führerhaus war der Kohlenkasten. Sie besaß eine Wurfhebelbremse und eine Druckluftbremse der Bauart Knorr. Abgebremst wurden der zweite bis vierte Radsatz einseitig von vorn. Diese Radsätze konnten beidseitig gesandet werden. Die erforderliche Druckluft wurde von einem zweistufigen Luftpresser erzeugt, der an der rechten Seite der Rauchkammer untergebracht war. Von Anfang an besaß die Lok eine elektrische Beleuchtung mit Turbogenerator. Zur Signalgebung waren ein Druckluftläutewerk vor dem Schornstein und eine Dampfpfeife auf dem Stehkesselscheitel vorhanden.